# Ramiele Malubay
Ramiele Macrohon Malubay (6 de septiembre de 1987 en Dammam, Arabia Saudita), es una cantante pop, soul y finalista filipina del noveno lugar en la séptima temporada de la serie de televisión American Idol. 

## Biografía
Malubay es hija de padres filipinos, Roger Malubay y Alicia Macrohon, que trabajaban en Arabia Saudita. Cuando estalló la guerra del Golfo, los padres de Malubay la enviaron a las Filipinas, luego su familia se trasladó a los Estados Unidos y actualmente reside en Miramar, Florida. Se graduó en el Charles W. Flanagan High School y es actualmente una estudiante de enfermería en el Colegio de Broward, además ella es Ilokano. Malubay comenzó a ensayar danzas Polinesias cuando estaba en el primer grado y comenzó a cantar a la edad de doce años. A una edad temprana comenzó a cantar Malubay para diversos funciones de estilo de música filipino-americano alrededor, así como en la apertura de los actos como cantantes filipinos como Kuh Ledesma y Martín Nievera durante giras por América. Ella fue objeto de una controversia cuando en un menor número de fotos personales salieron a la luz con Malubay y varias amigas tocándose los senos con los demás. Ella audicionó con éxito para American Idol, en agosto de 2007 cuando cantó Aretha Franklin 's "(You Make Me Feel igual) A Natural Woman". Ella es conocida por ser la segunda cantante filipina nacida en un avanzar de la final de American Idol aunque Camile Velasco fue el primer gandador en este concurso. Ella llegó en 9 º lugar y se cree que es la concursante más breve de la historia Idol, con sólo 4 pies 11 pulgadas de altura. A menudo se indica que una amistad formada entre Ramiele y otros concursantes y ex ídolo como Danny Noriega, Kady Malloy y Syesha mercado. Sus influencias musicales son Aretha Franklin, Jackson 5, Mariah Carey, Lani Misalucha y Regine Velásquez, como su artista favorita. Además se la sorprendió en lágrimas, pero logró ejecutar "¿Qué diferencia Cruz Tu Mente" por última vez después de su eliminación. Ramiele nunca había sido entre las 3 antes de su eliminación. En American Idol fue brevemente competente con Syesha Mercado y Brooke Blanco.

## Discografía

### Sencillos
- "Somos Uno (Esta Navidad)" (2008)
- "Kaya" (2008)
- "Más a mí" (2008)
- "Aquí estoy" (2008)